# The Fable of Hazel's Two Husbands and What Became of Them
The Fable of Hazel's Two Husbands and What Became of Them è un cortometraggio muto del 1915 diretto da Richard Foster Baker; il soggetto è tratto da una storia dello scrittore e commediografo George Ade.

## Produzione
Il film fu prodotto dalla Essanay Film Manufacturing Company.

## Distribuzione
Distribuito dalla General Film Company, il film - un cortometraggio di una bobina - uscì nelle sale cinematografiche USA l'8 settembre 1915.